# Radioaktivität
Radioaktivität – utwór muzyczny niemieckiej grupy Kraftwerk, wydany na ich płycie Radio-Aktivität w 1975 roku.
Tytuł piosenki jest grą słowną nawiązującą zarówno do radioaktywności, jak i aktywności w radio. W nagraniu przytoczona jest postać Marii Skłodowskiej-Curie, a jedna z linijek tekstu („Radioactivity is in the air for you and me”) pojawia się też zapisana dźwiękowo w kodzie Morse’a. Tekst piosenki składa się z angielskich, jak i niemieckich słów, choć międzynarodowo ukazała się ona pod tytułem „Radioactivity”. Singel odniósł sukces komercyjny tylko we Francji i Belgii, gdzie uplasował się w top 10 list przebojów. W 1991 roku powstała nowa, zremiksowana wersja utworu ze zmienionym tekstem, promująca płytę The Mix.

## Lista ścieżek
- Singel 7-calowy (Wersja angielska, 1975)

A. „Radioactivity” – 3:18
B. „Antenna” – 3:03
- Singel 7-calowy (Wersja niemiecka, 1976)

A. „Radioaktivität” – 3:18
B. „Antenne” – 3:05
- Singel CD (1991)

1. „Radioactivity” (François Kevorkian 7" Remix) – 4:09
2. „Radioactivity” (François Kevorkian 12" Remix) – 7:27
3. „Radioactivity” (William Orbit 12" Remix) – 7:24

## Pozycje na listach
Wersja z 1975 roku
| Kraj    | Pozycja |
| ------- | ------- |
| Belgia  | 6       |
| Francja | 7       |

Wersja z 1991 roku
| Kraj            | Pozycja |
| --------------- | ------- |
| Wielka Brytania | 43      |